# 앨런 레인

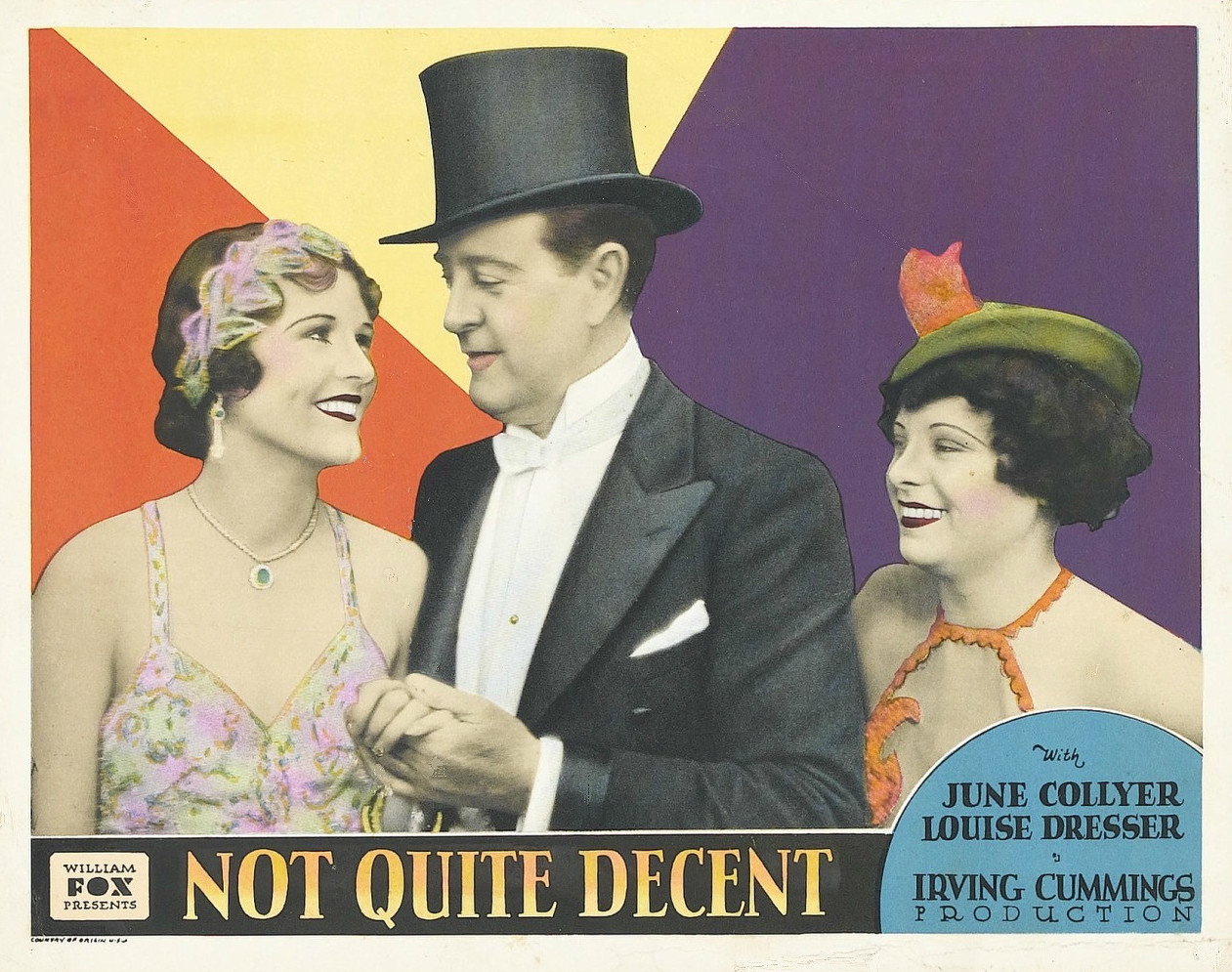

앨런 레인(Allan Lane, 1909년 9월 22일 ~ 1973년 10월 27일)은 미국의 배우, 텔레비전 배우, 영화배우, 성우, 영화 프로듀서이다.
미셔와카에서 태어났으며 우들랜드힐스에서 사망하였다. 사인은 암이다.

## 방송
- 미스터 에드

## 영화
- 미스터 에드 (1961년)
- 딜론 보안관 (1955년)
- 디즈니랜드 (1954년) - 자니 링고 역
- 올-아메리칸 코-에드 (1941년)
- 찰리 찬 앳 더 올림픽 (1937년)
- 스토우어웨이 (1936년)
- 로컬 보이 메이키스 굿 (1931년)
- 마담 사탄 (1930년)
- 러브 인 더 러프 (1930년)